# Demokratisk inklusion
Demokratisk inklusion är en av de svåraste frågeställningarna i demokratisk teori. Den konkreta frågeställningen är vem eller vilka som ska räknas in i demos (folket), och därmed tillerkännas fulla medborgerliga rättigheter.
Medan Joseph Schumpeter teoretiskt godtar ett statsskick som demokratiskt, även om medborgarnas andel av totalbefolkningen är mycket låg, anser Robert A. Dahl att ett demokratiskt legitimt statsskick kräver att alla som befinner sig på en stats territorium och inte bara befinner sig där tillfälligt ska tillerkännas fulla medborgerliga rättigheter, där rösträtten i detta sammanhang är den viktigaste.